# Centro de Computação Eletrônica da Universidade de São Paulo

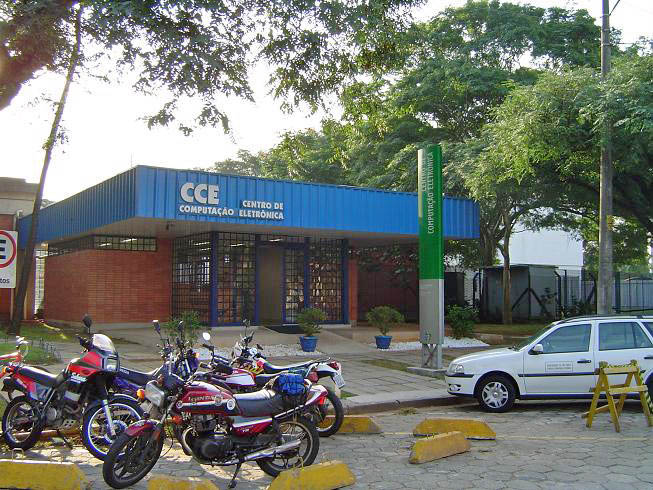
Entrada do CCE na USP

O Centro de Computação Eletrônica da USP (CCE) foi o órgão responsável pelas funções principais de coordenadoria executiva de informática e comunicação de dados da Universidade de São Paulo, sendo um centro prestador de serviços de informática para toda a comunidade universitária da USP. Após sua extinção por meio de resoluções da USP e reestruturações, teve suas funções incorporadas pela STI.

## História
O CCE foi oficialmente criado pela Portaria GR USP nº 260 de 1966. Sua origem vem de 1962, quando o  professor J. O. Monteiro de Camargo da Escola Politécnica da USP cria o Centro de Cálculo Numérico para abrigar o computador IBM 1620.
Este computador instalado nas dependências da POLI foi o primeiro de universidades paulistas e segundo em universidades brasileiras. Em 1963, o Centro de Cálculo Numérico foi desligado da Escola Politécnica e foi transferido para o Instituto de Pesquisas Matemáticas (IPM). Em 1971 tornou-se um órgão autônomo ligado diretamente à Reitoria da USP sendo dirigido, até 1988, por uma Comissão Supervisora formada por docentes e servidores, e por um Diretor Executivo.
Em 1988, a Comissão Supervisora foi dissolvida e o CCE passou a ter status de unidade autônoma, como Coordenadoria de Informática da USP, passando então a ser dirigida por um Coordenador. Com a criação da CTI em 2004, o CCE passou a ser dirigido por um diretor que respondia para este órgão.
Em outubro de 2013, o CCE passou a integrar o DTI(*) - Departamento de Tecnologia da Informação, vinculado a VREA - Vice-Reitoria Executiva de Administração da Universidade de São Paulo.
(*) As Resoluções USP nº 6.567 de 17 de junho de 2013 e a 6.642 de 17 de outubro de 2013, estabeleceram a integração dos processos de TI na Universidade de São Paulo com o objetivo de alinhar as diretrizes estratégicas da área, dar maior racionalização dos recursos humanos e financeiros, facilitar a capacitação dos profissionais de TI e facilitar um gerenciamento eficaz do projeto Nuvem USP, ficando estabelecido:
1. A criação do Departamento de Tecnologia da Informação (DTI), vinculado à Vice-Reitoria Executiva (VREA).
2. Fica integrado ao DTI  o Centro de Computação Eletrônica (CCE), o Centro de Informática de Ribeirão Preto (CIRP), Centro de informática de São Carlos (CISC) e o Centro de Informática Luiz de Queiroz (CIAGRI) e Departamento de informática (DI).
3. Com isso, ficam extintos  o CCE e o DI. Os centros de informáticas do interior passam a ser escritórios regionais

### Dirigentes do CCE

#### Presidente da Comissão Supervisora
- Profº Dr. Oswaldo Fadigas Fontes Torres (1972 - 1988)

### Diretores Executivos
- Otávio Gennari (1972)
- Paulo de Souza Moraes (1972 - 1982)
- Geraldo Lino de Campos (1982 - 1988)

#### Coordenadores
- Geraldo Lino de Campos (1988)
- Heraldo Luiz Marin (1988 - 1990)
- Carlos Antonio Ruggiero (1990 - 1991)
- Antonio Marcos de Aguirra Massola (1991 - 1994)
- Marília Junqueira Caldas (1994 - 2000)
- Edson dos Santos Moreira (2000 - 2006)
- Tereza Cristina Melo de Brito Carvalho (2006-2010)
- Jaime Simão Sichman (2010 - 2013)
- Jairo Carlos Filho  (julho 2013 - outubro 2013)

## Organização do CCE

### Divisões do CCE
O CCE foi organizado em 5 Divisões:
Divisão Administrativa  e Financeira - DVADMFIN
Responsável pela contabilidade, finanças e compras tanto do CCE como da CTI (Coordenadoria de Tecnologia de Informação). Além disso, possuía serviço de apoio a Recursos Humanos (RH), de infraestrutura para manutenção elétrica e predial e serviços gerais.

Divisão de Apoio Tecnológico - DVAPTEC
Oferecia serviços de atendimento ao usuário, incluindo tele-suporte e abertura de chamados para as demais divisões, serviços de vídeo, incluindo transmissão de vídeo-conferência ponto-a-ponto e multi-ponto, transmissão de áudio e vídeo pela Internet, produção de vídeo-clips para suporte a Ensino à Distância, produção para IPTV-USP e desenvolvimento de software para atendimento de demanda interna.

Divisão de Equipamentos de Microinformática - DVEMIC
Oferecia serviços de manutenção de bens de informática (por exemplo, microcomputadores, impressoras) e montagem de microcomputadores.

Divisão de comunicações - DVCOM
Prestava serviços de projeto, instalação e manutenção de redes locais, metropolitanas e de longa distância e de telecomunicação em geral. Era responsável pela operação da USPnet, que inclui a rede metropolitana (backbone) que interconecta todas as unidades do campus de São Paulo e pelos equipamentos de rede usados na interconexão dos diversos campi da USP. Cuidava também da USPnet sem fio.

Divisão de operações -DVO
Prestava serviços 7 x 24 horas referentes à monitoração e controle da operação do Data Center, que abrigava um supercomputador IBM, clusters diversos e outros servidores corporativos. Além disso, era responsável pelo serviço de e-mail oferecido para a comunidade USP, incluindo docentes, funcionários, alunos de pós-graduação e alunos de graduação. Cuidava dos serviços de segurança da informação.